# Ненад Ненић
Ненад Ненић (Сремска Митровица, 24. јануар 1970) српски је оперски певач (баритон), солиста Опере и театра „Мадленијанум“ у Земуну и професор на одсеку за соло певање Музичке школе „Коста Манојловић“ у Земуну.

## Певачки почеци и школовање
Дошавши у Београд на студије историје, почиње да пева у хору АКУД „Шпанац“ који је водио чувени југословенски хорски диригент Слободан Бурсаћ, који му предлаже да почне да школује глас. По смрти маестра Бурсаћа, наставља да пева у хоровима КУД „Абрашевић“ и АКУД „Иво Лола Рибар“ које је водио истакнути хорски диригент Милован Панчић, који га упознаје са проф. Љубицом Живковић, у чијој класи почиње да учи соло певање. Убрзо од маестра Панчића добија и прве хорске соло деонице. По завршетку одсека за соло певање у Средњој музичкој школи „Јован Бандур“ у Панчеву, у класи проф. Љубице Живковић, уписује и дипломира студије соло певања на Факултету музичке уметности у Београду, у класи проф. Александре Дуде Ивановић. Постдипломске студије уписао је на Факултету музичке уметности у Београду у класи проф. Катице Николић.
 У току студија добија награде за студента године, постаје члан и стиче диплому Оперског студија Народног позоришта у Београду под вођством примадоне Бисерке Цвејић и редитеља Борислава Поповића, са којима учи и остварује своје прве улоге: Реџеп-ага (Станислав Бинички - На уранку)... Похађао је курсеве код диригента Римске опере Карла Вентуре и код чувеног енглеског сопрана Полин Тинзли.

## Каријера
Први професионални аганжман имао је у Хору Уметничког Ансамбла Југословенске народне армије, чији је био солиста. Као солиста Хора Позоришта на Теразијама имао је запажене улоге у мјузиклима, а и до данас је остао сарадник хора.
 У Опери Народног позоришта у Београду, где је био анганжован као солиста, остварио је неке мање роле, а затим и низ улога првог и другог фаха. Дебитовао је улогом Данкаира (Ж. Бизе - Кармен), а следили су: Папагено (В. А.Моцарт - Чаробна Фрула); Дандини (Ђ.Росини - Пепељуга); Шонар (Ђ.Пучини - Боеми); Петер (Е. Хумпердинк - Ивица и Марица); Маруло (Ђ. Верди - Риголето).
У Опери и театру „Мадленијанум“, где је врло аганжован солиста, остварио је следеће улоге:
Гуљелмо (В. А. Моцарт - Тако чине све); Краљ, Човек са мазгом (К. Орф - Мудрица); Лутер, Креспел, Шлемил (Ж. Офенбах - Хофманове приче); Маркиз д' Обињи, Барон Дуфол (Ђ. Верди - Травијата); Шарплес (Ђ. Пучини - Мадам Батерфлај); Гаспаро (Г. Доницети - Рита; копродукција са хрватским уметницима); Шарло, Бонифас (Ж. Ибер - Анжелика; копродукција са хрватским уметницима); Силвио (Р. Леонкавало - Пајаци); Пер Гинт (Е. Григ - Северна бајка; музичко-балетски спектакл). У наставку каријере остварио је улогу кнеза Гинделбаха,у оперети Бечка крв, за коју је похваљен и као глумац. Једно време је са колегиницом Тањом Обреновић радио при пројекту за младе у Мадленијануму као вокални педагог, на изведби Чаробне фруле и Љубавног напитка, а којим је руководио маестро Станко Јовановић.
У оквиру престижног БАМ фестивала бруклинске музичке академије, гостовао је на сцени њујоршке опере „Хауард Гилман“, улогом Репортера у опери о Николи Тесли „Љубичаста ватра“ композитора Џона Гибсона, уз еминентне америчке и српске солисте, као и диригента Ану Зорану Брајовић.
Остварио је и улогу Аполона Аполоновича Аблеухова, на премијерном извођењу камерне опере „Петроград“ Бранке Поповић. Представа је у организацији Југоконцерта, Дома омладине Београда, СОКОЈ-а, Министарства културе и Секретаријата за културу Града Београда, изведена уз пратњу реномираног гудачког оркестра Гудачи Св. Ђорђа.
Сарађивао је са више камерних састава и оркестара. Уз Нову бугарску филхармонију, хор Конзерваторијума из Софије и диригента Зорана Андрића, са еминентним бугарским и српским солистима изводио је солистичке деонице у ораторијуму „Стварање света“ Франца Јозефа Хајдна и „Реквијему“ Антоњина Дворжака.
Уз Хор и Симфонијски оркестар Радио-телевизије Србије, под диригентском палицом Станка Јовановића, премијерно је извео „Србија је… Молитва, Тајна, Љубав, Вера и Нада“, кантату Вере Миланковић, чије је соло песме премијерно изводио, као и композиције Оливера Бенића. Са колегиницом Тањом Обреновић, мецосопраном, наступао је више пута солистички и камерно, изводећи ауторске композиције Вере Миланковић. У септембру 2024. године наступио је као Маестро у оперети "Иза оперских кулиса" композиторке Вере Миланковић у оквиру Кустендорф класик фестивала на Мокрој Гори и на 58. Мокрањчевим данима у  Неготину. Наступао је као солиста са разним хоровима изводивши широки репертоар световне и духовне музике, као и премијере дела композитора Светислава Божића. Са хором Обилић Крсмановић и камерним оркестром под вођством Ане Ћосовић, извео је српску премијеру дела Pieta, композитора Ричарда Блекфорда.
Остварио је низ солистичких концерата и реситала у Србији, уз пратњу реномираних пијаниста као што су Марија Ђукић, Татјана Симоновић-Оваскаинен...
Наступао је у оперским театрима и концертним дворанама широм Србије (У Београду: Велика дворана Задужбине Илије М. Коларца, Велика дворана Сава центра, Галерија Српске Академије Наука и Уметности, Велика дворана Опере и театра „Мадленијанум“, Велика сала Народног позоришта... У Новом Саду: Српско народно позориште, Синагога; У многим мањим градовима широм Србије...), као и у градовима бивше Југославије (Словенија - Љубљана; Хрватска - Загреб, Вараждин; Бивша Југословенска Република Македонија - Скопље; Босна и Херцеговина, Република Српска - Бања Лука), Европе (Италија - турнеја по мањим градовима; Француска - Париз; Чешка Република - Праг, Карлови Вари) и Сједињених америчких држава, у оперским представама, на концертима и еминентним фестивалима класичне музике као што су БЕМУС, Мокрањчеви дани, БАМ фестивал у Њујорку...

## Критике
...премијерно изведена њена кантата по стиховима Десанке Максимовић „Србија је… Молитва, Тајна, Љубав, Вера и Нада“ у стилу музичког реализма типа Јаначека и Коњовића који не дозвољава мелодијска расплињавања и ближи и типу музичког парланда (при чему је изузетно јасну дикцију постигао баритон Ненад Ненић у лирској нарацији без родољубивих егзалтација и у респонзоријалном певању са оркестром, чиме је заслужио и аплауз на отвореној сцени).
Предивно је инкорпорирана чудесна арија Краљице Ноћи из Моцартове „Чаробне фруле“ (додуше без вратоломних ефова из треће октаве) у извођењу Софије Пижурице; сценични и лепо обојени глас Ненада Ненића господарио је сценом у сваком тренутку, Раде Пејчић је музикално диригентским гестом обликовао све то, а Верина партитура оставила је на мене утисак да у њој нема ниједне сувишне ноте и ниједног претераног и лоше осмишљеног детаља!

(Блиц, 28.09.2024. критика Гордане Крајачић)
(Музика класика бр. 12, јул - септембар 2013. - КОНЦЕРТИ
- Вера Миланковић, Љубица Секулић, Зоран Симјановић)
На сцени су подједнако бриљирали и певачи и играчи. Троје солиста – Ненад Ненић као Пер Гинт, Јасмина Стојковић и Олга Малевић-Ђорђевић као Солвејг и Тања Обреновић у улози Анитре, уједно су и плесали на сцени.
(М. Р. Б., Политика (новине), Београд, 11. децембар 2011. - Премијера балета „Северна бајка”)
Сјајна музика, одлично оркестарско вођење и интерпретација и посебно, учествовање Тање Обрановић, мецосопрана, Ненада Ненића, баритона и младе Јасмине Стојковић, сопрана (у вокалној улози Солвејге) изазвали су одушевљене у гледалишту.
(Критика „Северне бајке“ на сајту Опере и театра „Мадленијанум")
Посебно треба истаћи Ненада Ненића, који је показао леп и упечатљив глас, глумачки прецизно и храбро дочаравши у извесној мери неодлучног и таштог заводника Силвија.
(Ксенија Стевановић, Политика (новине), Београд, 18. новембар 2011. - „Маштовити Александров“, Опера „Пајаци” Руђера Леонкавала у Опери и театру Маделенианум)
...с његовим добрим педагогом, музикалним баритоном, Ненадом Ненићем (кога памтимо по одличној улози у Моцартовој опери „Тако чине све“, на сцени „Мадленијанума“), отварају лепе перспективе уметничког развоја.
(Марија Адамов, Бечејски мозаик, 04. јун 2010. - преглед манифестације Обзорја на Тиси-18. дани Јосифа Маринковића)
После је Хор „Абрашевића“ гдје је доминирао баритон солисте Ненада Ненића извео ову композицију.
(Радио Светигора - глобални хришћански радио, 2009. - Одржана Светосимеоновска академија на Коларцу)
Ненад Ненић као Репортер руководио је својом деоницом са очигледном посвећеношћу.
(Стив Смит, Њујорк Тајмс, 20. октобар 2006. - Музички преглед, „Љубичаста ватра")
Отац добија комичну црту – лежерно неодговоран, срећан што је довукао брдо хране једва да и примети да му нема деце, полупијан скаче с крова куће! Све то не смета баритону Ненаду Ненићу да пева, и то одлично.
(Марија Ћирић, Време, 11. јул 2002. - Класика-Ивица и Марица, Енглберта Хумпердинк-Вештица без моћи)
Баритон Ненад Ненић инсистира на „буфо" карактеристикама лика Гуљелма и успева му да добро насмеје публику.
(Марија Ћирић, Време, 23. мај 2002. - Опера: Così fan tutte; Вофлганг Амадеус Моцарт – Così fan tutte, Камерна опера Мадленианум)

## Педагошка каријера
Од 2006. године бави се вокалном педагогијом. Као професор камерне музике радио је у Музичкој школи „Јосип Славенски“ у Београду. Тренутно ради као професор соло певања,камерне музике и читања с листа у Музичкој школи „Коста Манојловић“ у Земуну, где је два мандата био и шеф одсека. Током своје педагошке каријере, његови ученици су освојили називе Лауреата и бројне награде (претежно прве и друге награде) на престижним републичким и међународним такмичењима соло певача у Србији и региону. Ученици који су матурирали у класи проф. Ненада Ненића уписали су студије соло певања на Филолошко-уметничком факултету Универзитета у Крагујевцу, Академији умјетности Универзитета у Бањој Луци, Музичкој академији Универзитета у Источном Сарајаву, Универзитету за музику и извођачке уметности у Бечу, као и на Универзитету за музику и извођачку уметност у Манхајму (Немачка), затим на Факултету музичке уметности Универзитета уметности у Београду. Захваљујући својим педагошким резултатима, изабран је за члана жирија 10. Међународног такмичења соло певача „Лазар Јовановић“ у Београду и међународног Интернет музичког такмичења у организацији МИР продукције. Такође је учествовао као члан жирија на међународном натјецању младих пјевача"Лав Мирски" у Осијеку и на такмичењу "Стеван Мокрањац" у Неготину, где је и одржао први мастерклас.